# 西九文化區發展方案
西九文化區發展方案為香港西九文化區管理局於2010年動用1.5億港元委託3間顧問公司研究西九文化區（原稱西九龍文娛藝術區）的概念設計方案，於同年8月20日起在香港多處地點舉行展覽，公眾諮詢為期3個月，收集公眾意見後再歸納各方意見。最終在2011年3月5日宣佈揀選了《城市中的公園》作為基礎方案，於同年12月完成發展大綱圖則，並且向城市規劃委員會提交發展，進入法定規劃程序。

## 2010年發展概念
西九文化區管理局動用1.5億港元委託3間顧問公司研究概念設計方案，於2010年8月20日起在香港多處地點舉行展覽，公眾諮詢為期3個月，收集公眾意見後再歸納各方意見，從而挑選出主體方案，3家建築顧問的概念都強調綠化與節約能源，及設計融入香港文化。
3個全新概念設計的版權均屬於西九文化區管理局所擁有，在選出主體方案後，西九文化區管理局再讓獲得選出的公司將概念設計變成具體的發展藍圖。

### 「城市中的公園」
由Foster + Partners設計，文化區核心焦點為佔地19公頃的市區森林，該處將種植5,000棵樹。綠化地帶包括大型公園沿著海濱長廊伸延至用地東面的盡頭，全長兩公里。公園附近將設V形的豪華酒店，住客可以享受園景及維多利亞港海景。該方案倡議環境保護，於區內設立能源中心，利用太陽能及風力發電。汽車只能夠使用地底道路，地面則有高架鐵路及電容巴士，設計成為一個無煙文化區。

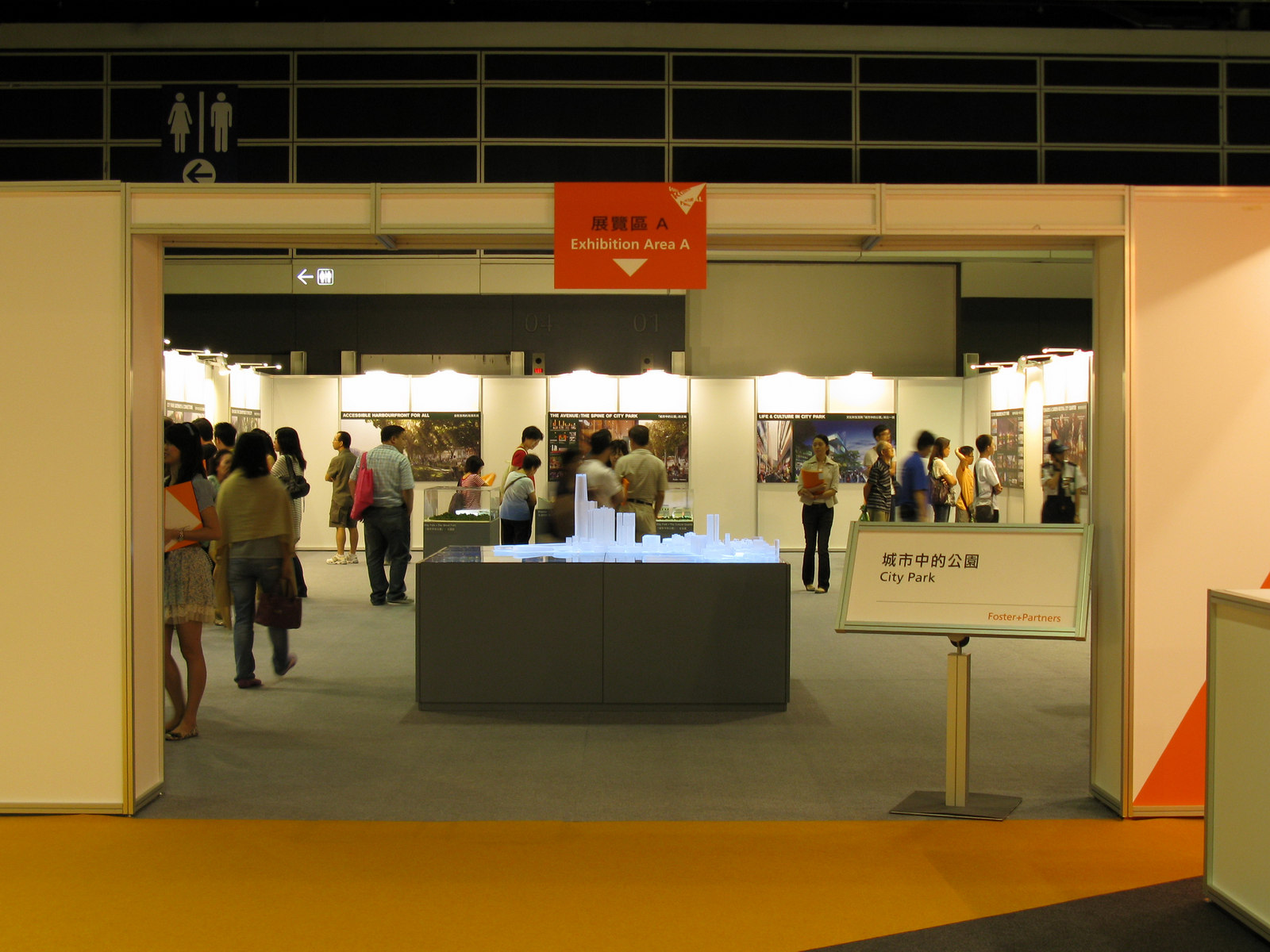
西九文化區概念圖則方案展覽「城市中的公園」
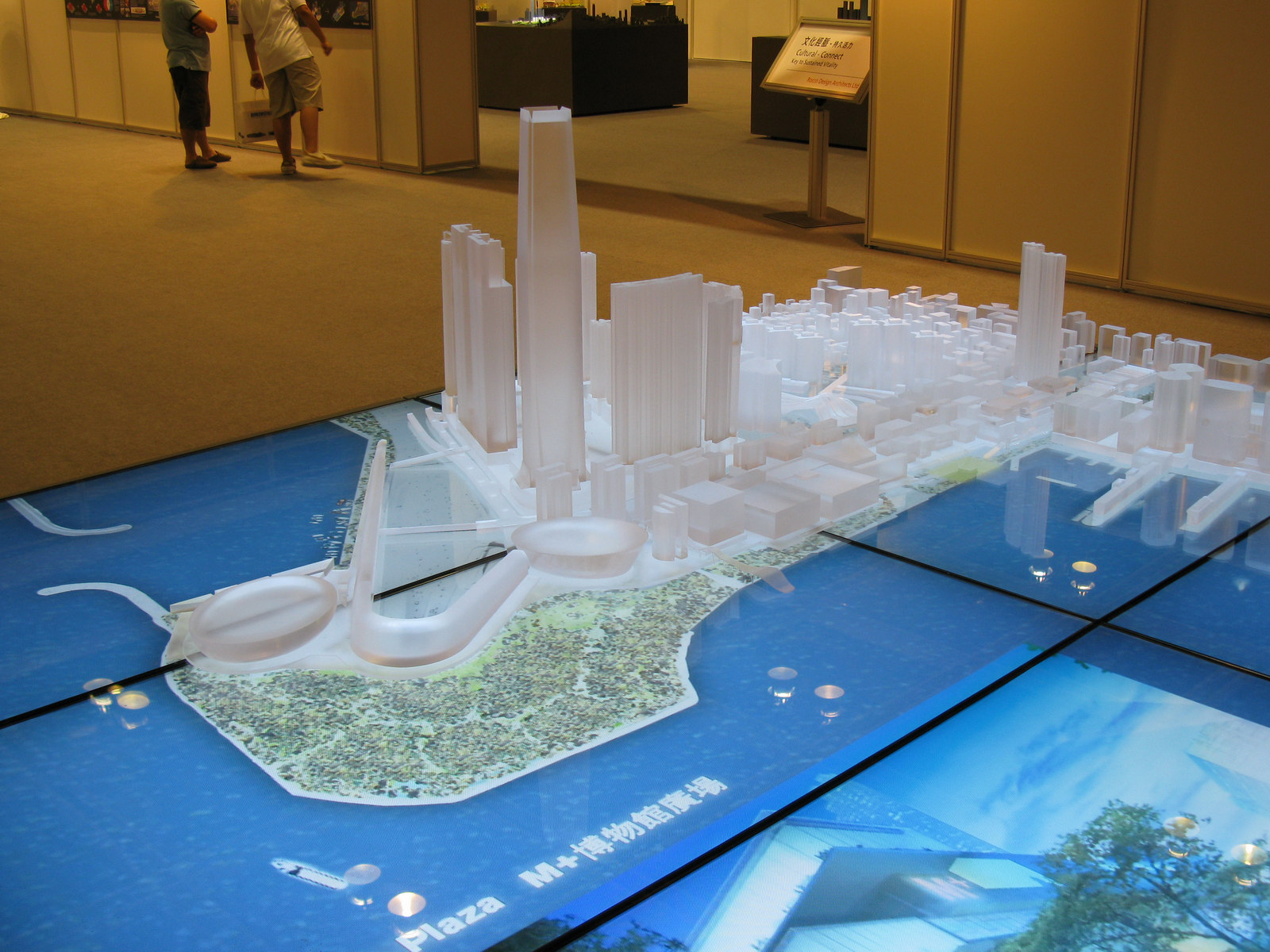
「城市中的公園」1:1000模型
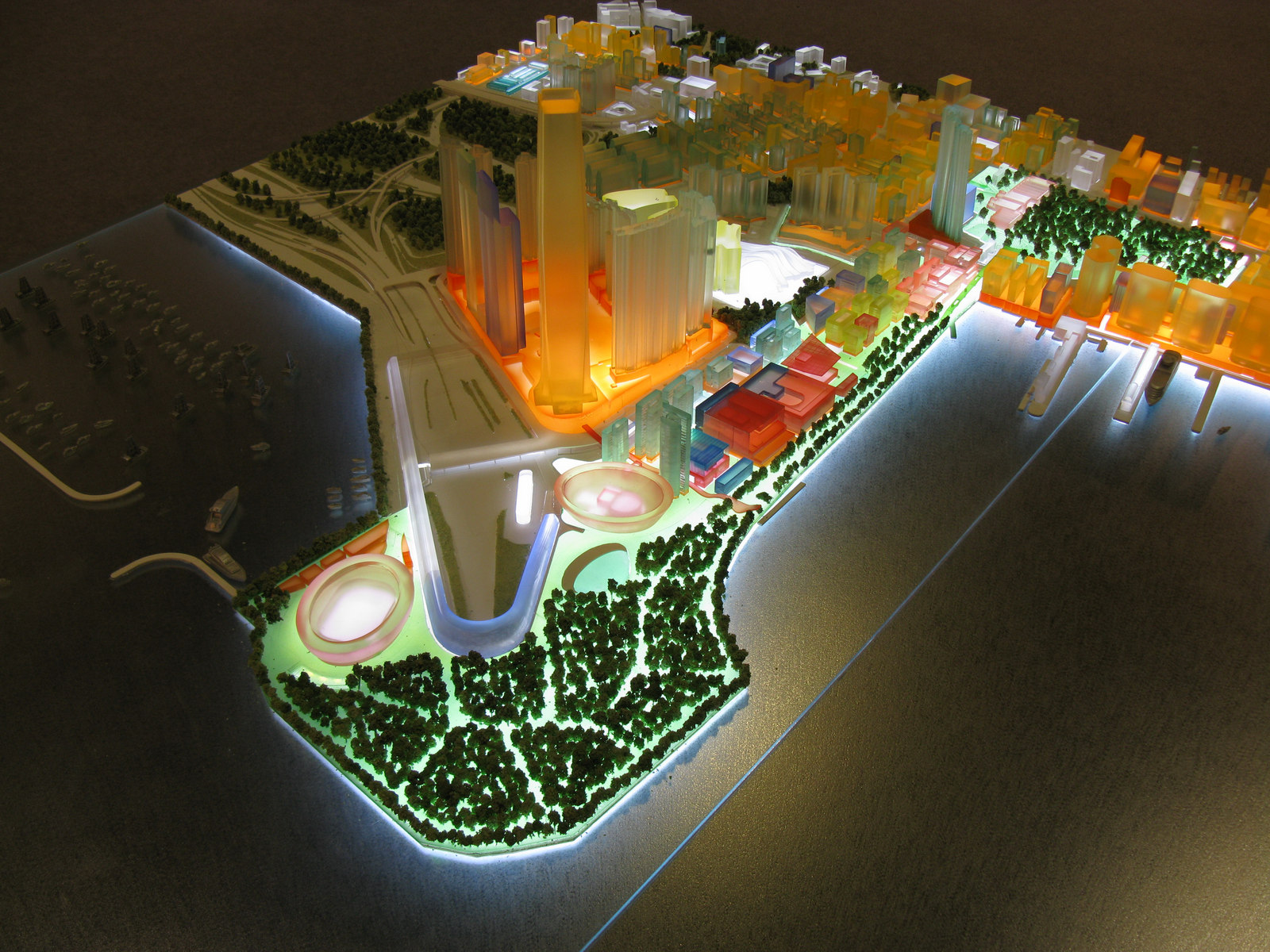
「城市中的公園」1:2000模型
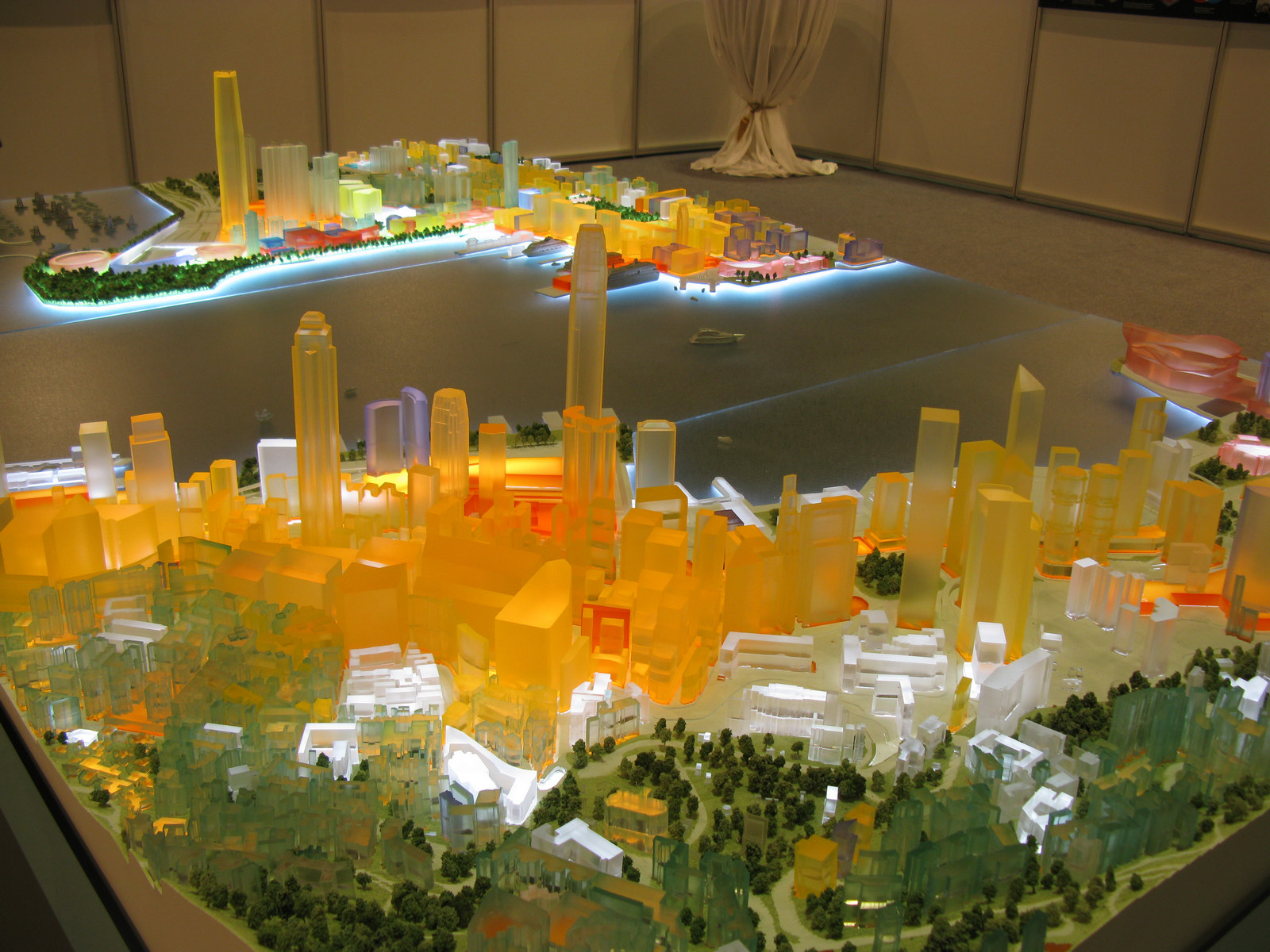
「城市中的公園」山頂景觀；1:2000模型
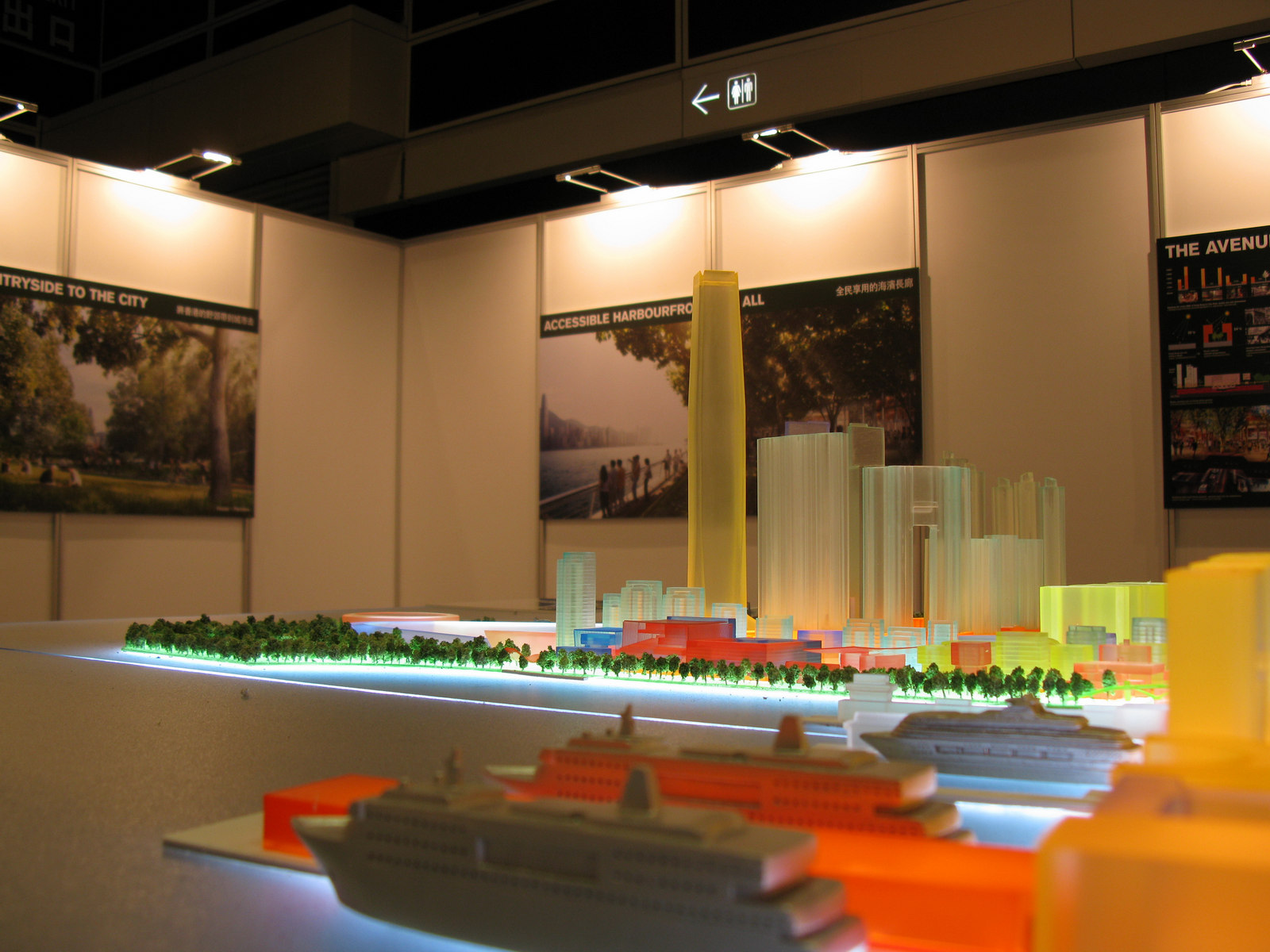
「城市中的公園」尖沙咀景觀；1:2000模型

### 「文化經脈，持久活力」
由許李嚴建築師事務有限公司設計，西九文化區設計靈感來自清明上河圖。文化區分為3層，包括綠化帶、城市帶及文化帶。沿海是綠化帶，設有海濱公園，附近有商店和食肆。靠近柯士甸道的是城市帶，是住宅及酒店集中地。夾在中心的是文化帶，為各文藝場館所在。文化帶內所有街巷的走向都配合季候風，以確保空氣流通。交通方面，公眾可以乘坐以風力和太陽能發電的電車遊走各帶。另一特色是在對出的維多利亞港海面，設置有大大小小浮在海面的「藝排」，讓藝術家和公眾可以在維多利亞港上表演及觀賞表演，而位處末端的榕樹論壇，更有一個以維多利亞港景色為背景的水簾屏幕，可以作為放映用途。

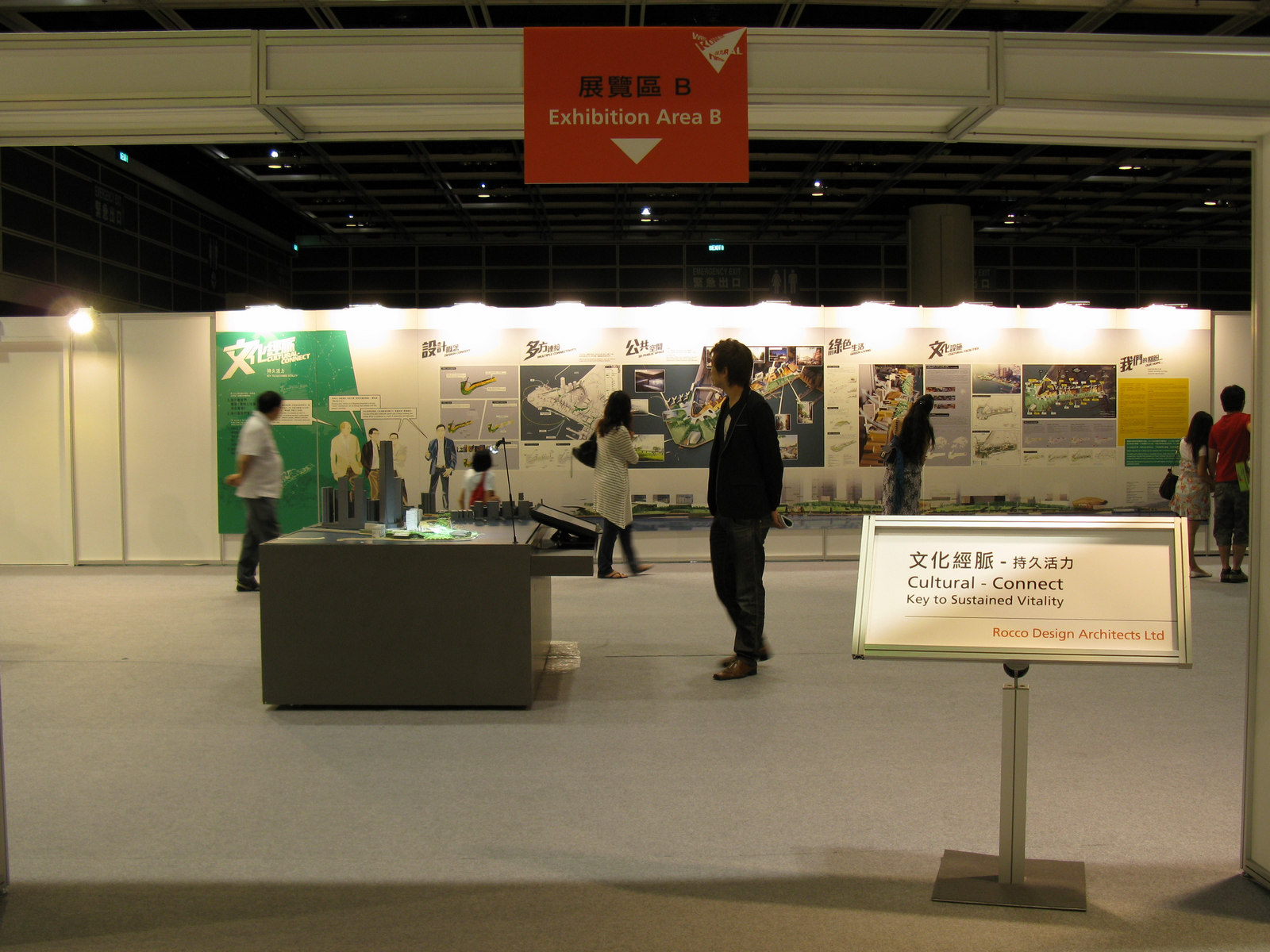
西九文化區概念圖則方案展覽「文化經脈 持久活力」
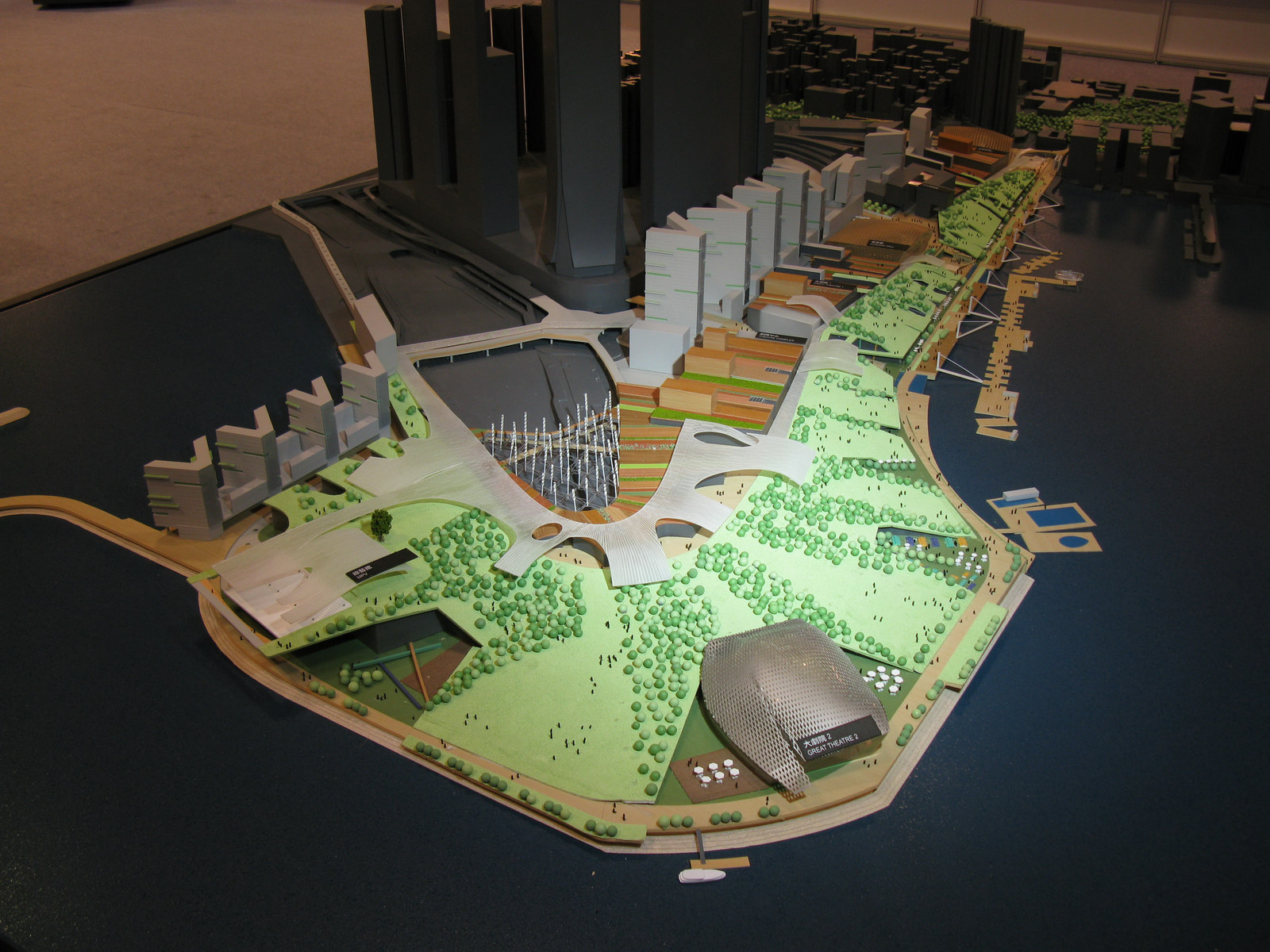
「文化經脈 持久活力」1:1000模型
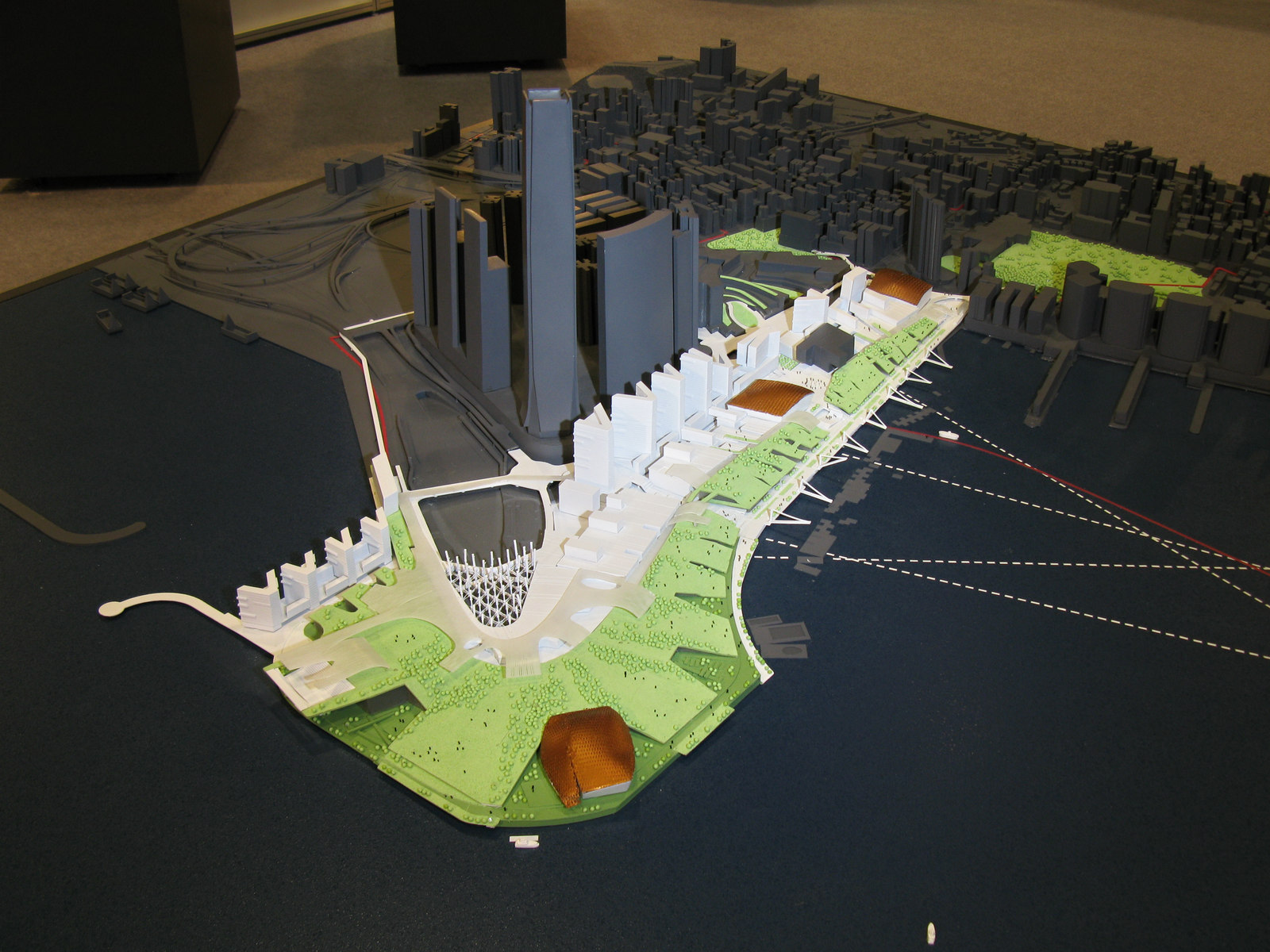
「文化經脈 持久活力」1:2000模型
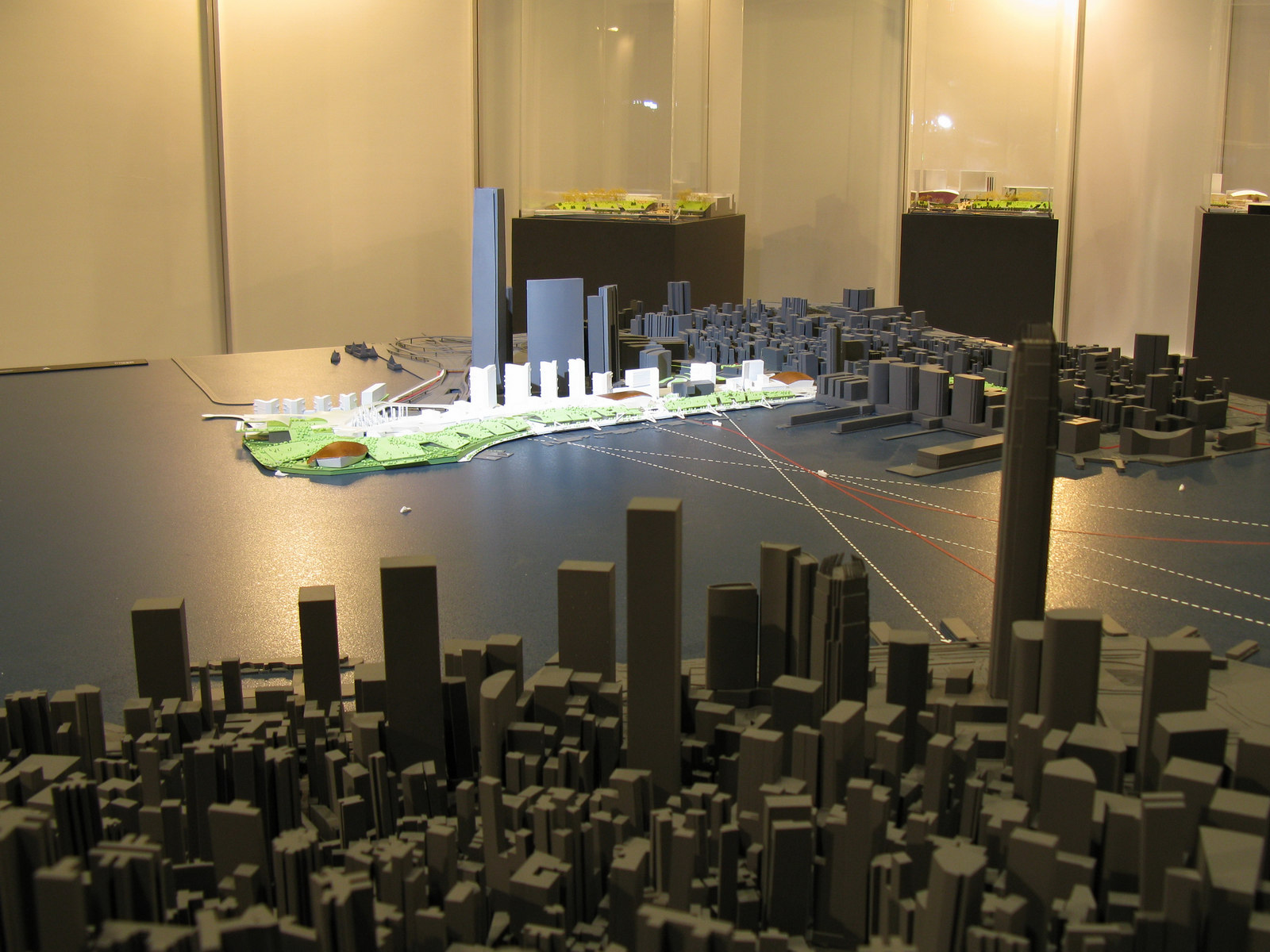
「文化經脈 持久活力」山頂景觀；1:2000模型
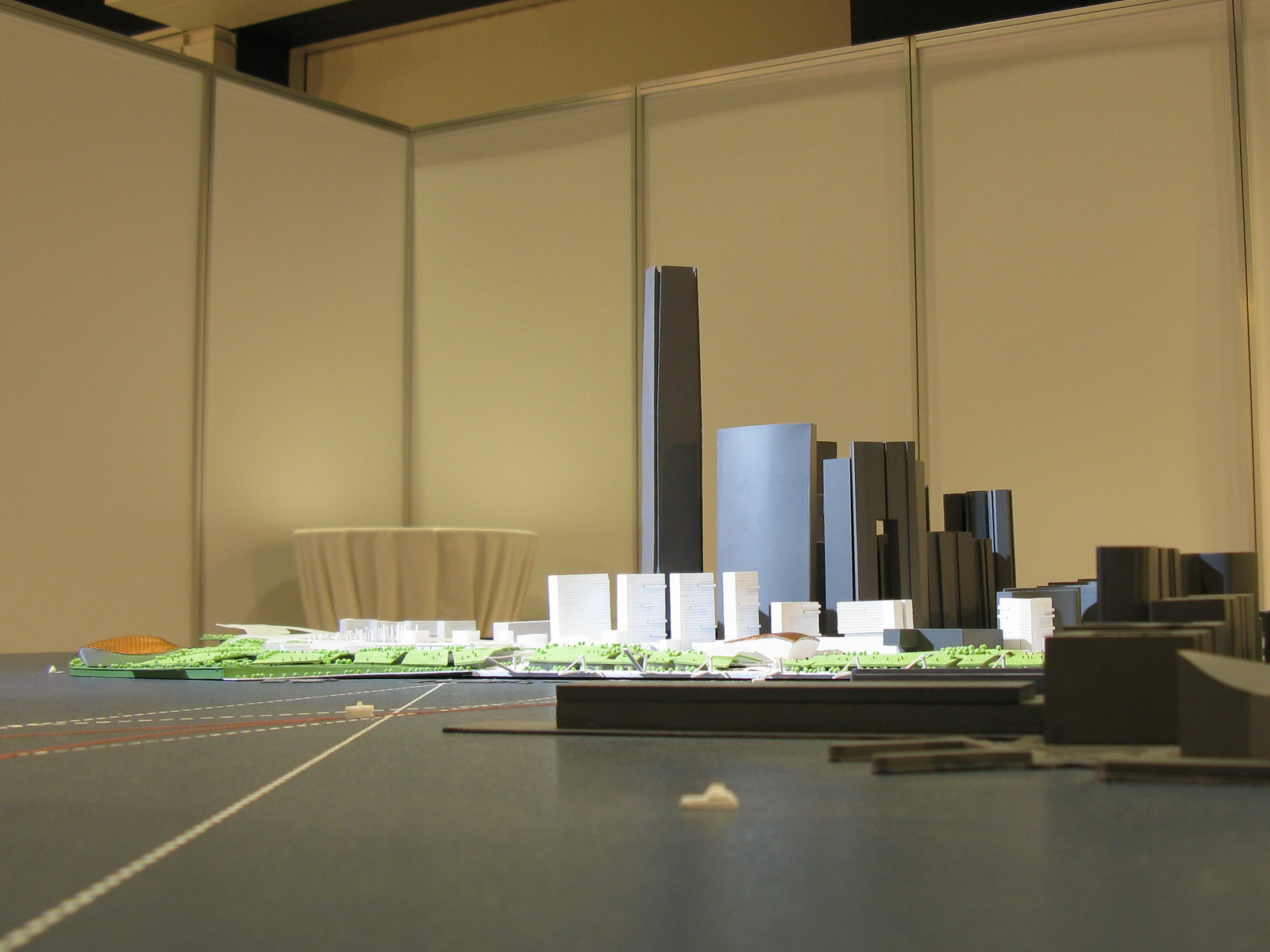
「文化經脈 持久活力」尖沙咀景觀；1:2000模型

### 「文化新尺度」

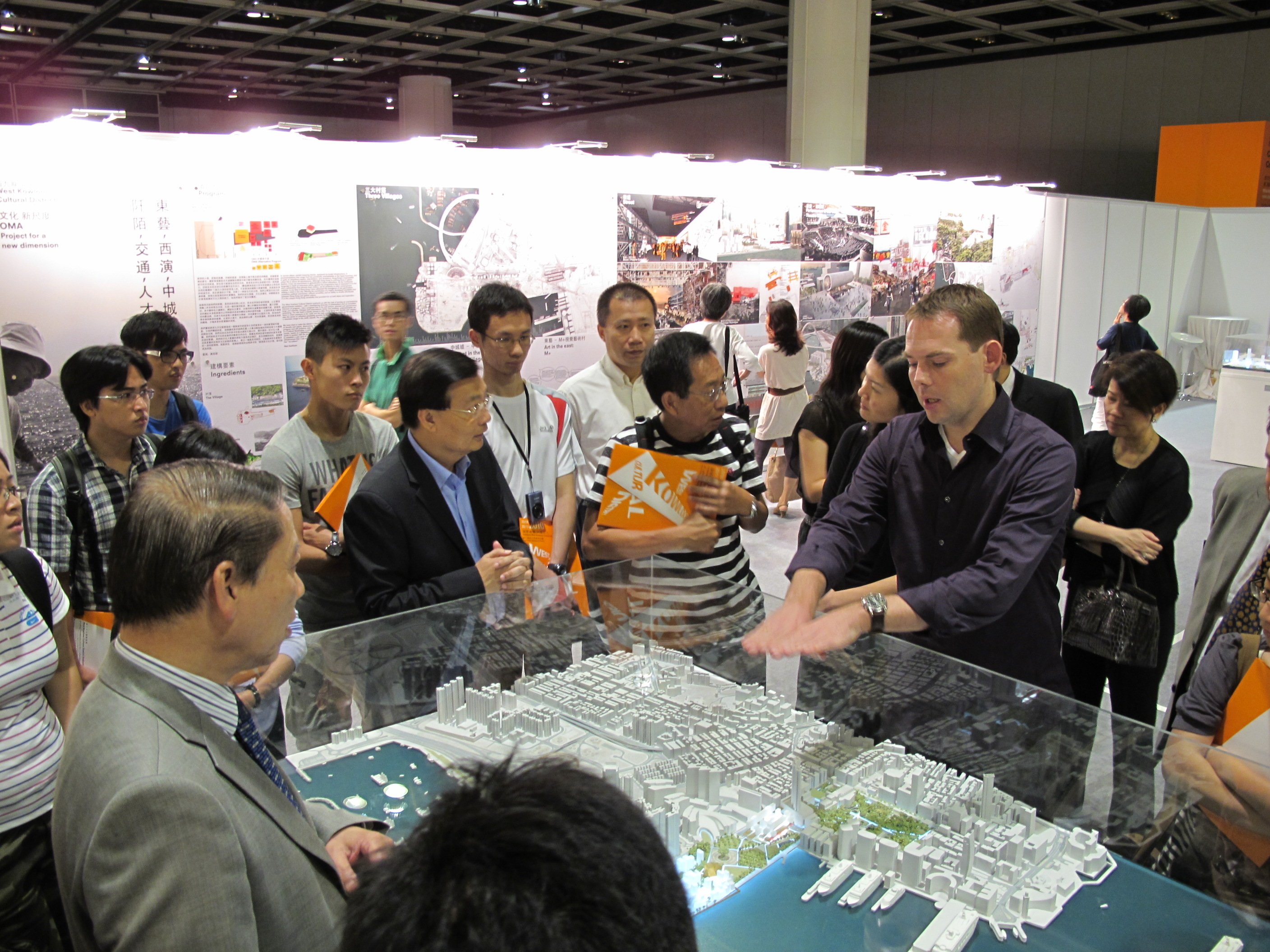
立法會議員及西九文化區管理局成員聆聽代表所介紹的「文化新尺度」方案。

由荷蘭建築師Rem Koolhaas設計，主題為「文化，新尺度」，將中國村落的概念融入西九文化區內，並且分為東、西和中部3條村落。在東部的視覺藝術村有井字形建築，包括住宅及酒店群、M+博物館、視覺藝術工場、創意藝術工業學院及文化圖書館等。有關設計提議架設接連九龍公園的園景大橋，將西九文化區園林空間擴展至九龍公園，使到九龍公園成為香港最大型的市區公園。有關設計提議放寬在九龍公園的行為限制，容許放風箏和販賣，增加西九文化區園林空間的活力。

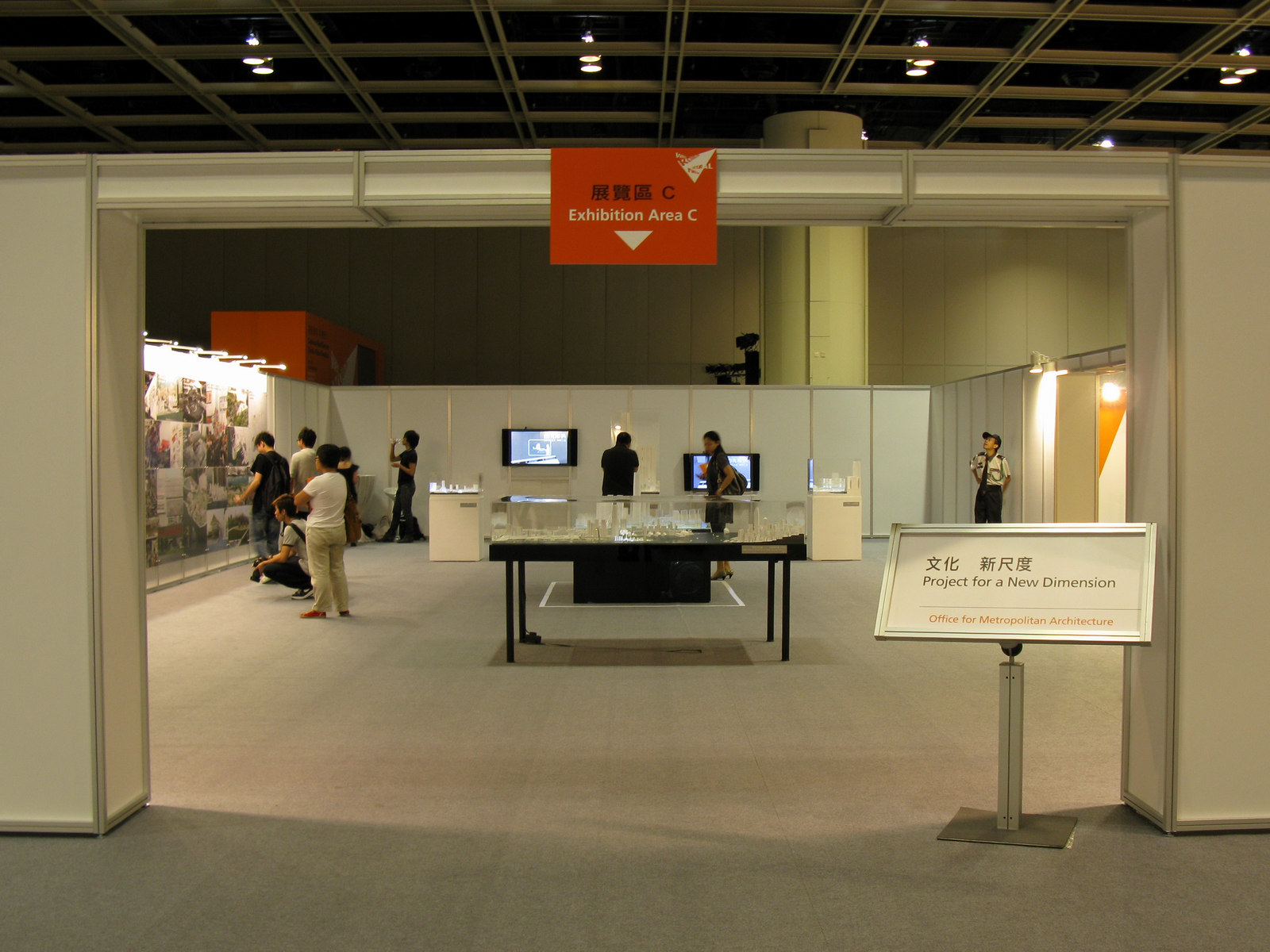
西九文化區概念圖則方案展覽「文化新尺度」
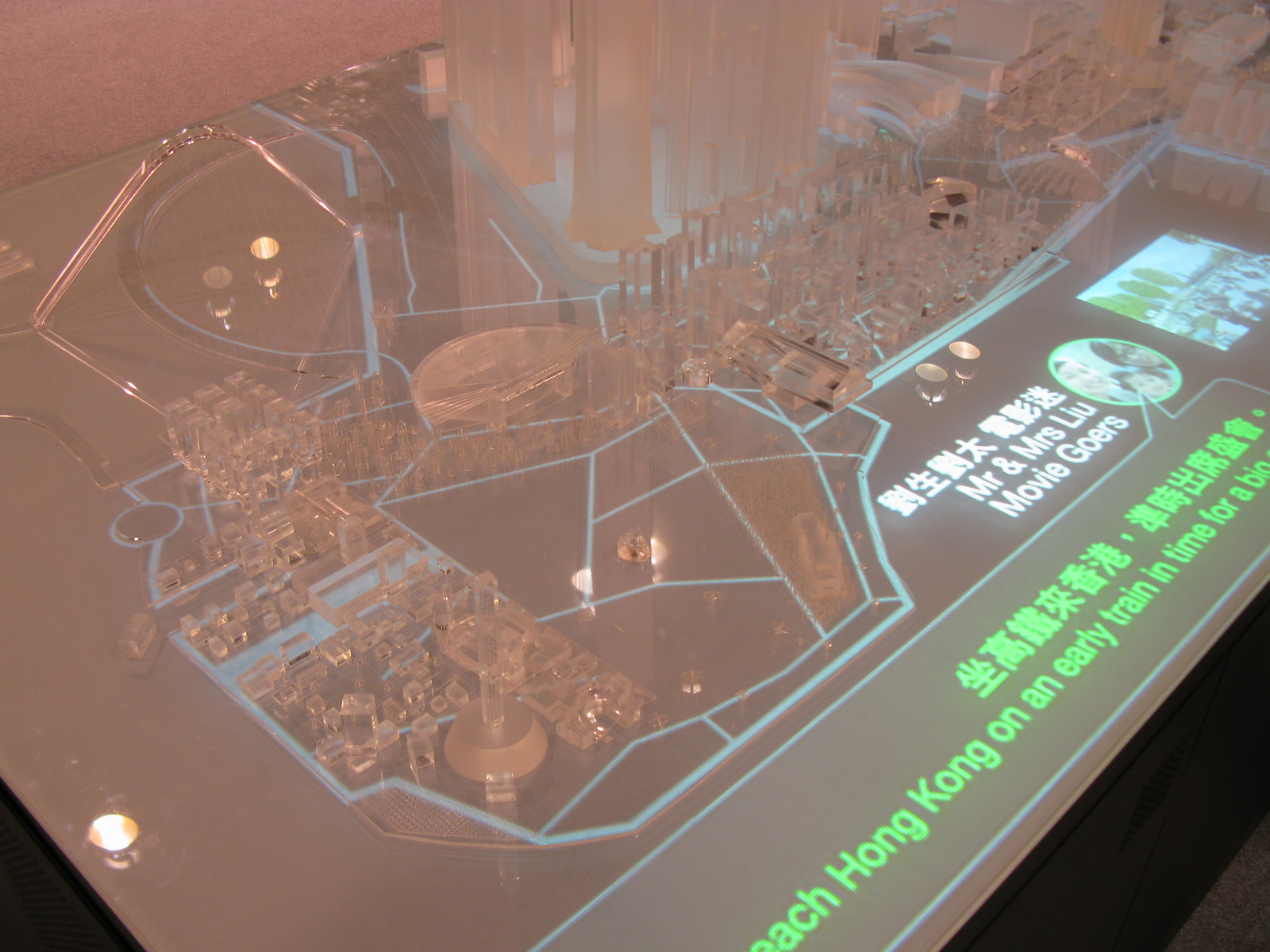
「文化新尺度」1:1000模型
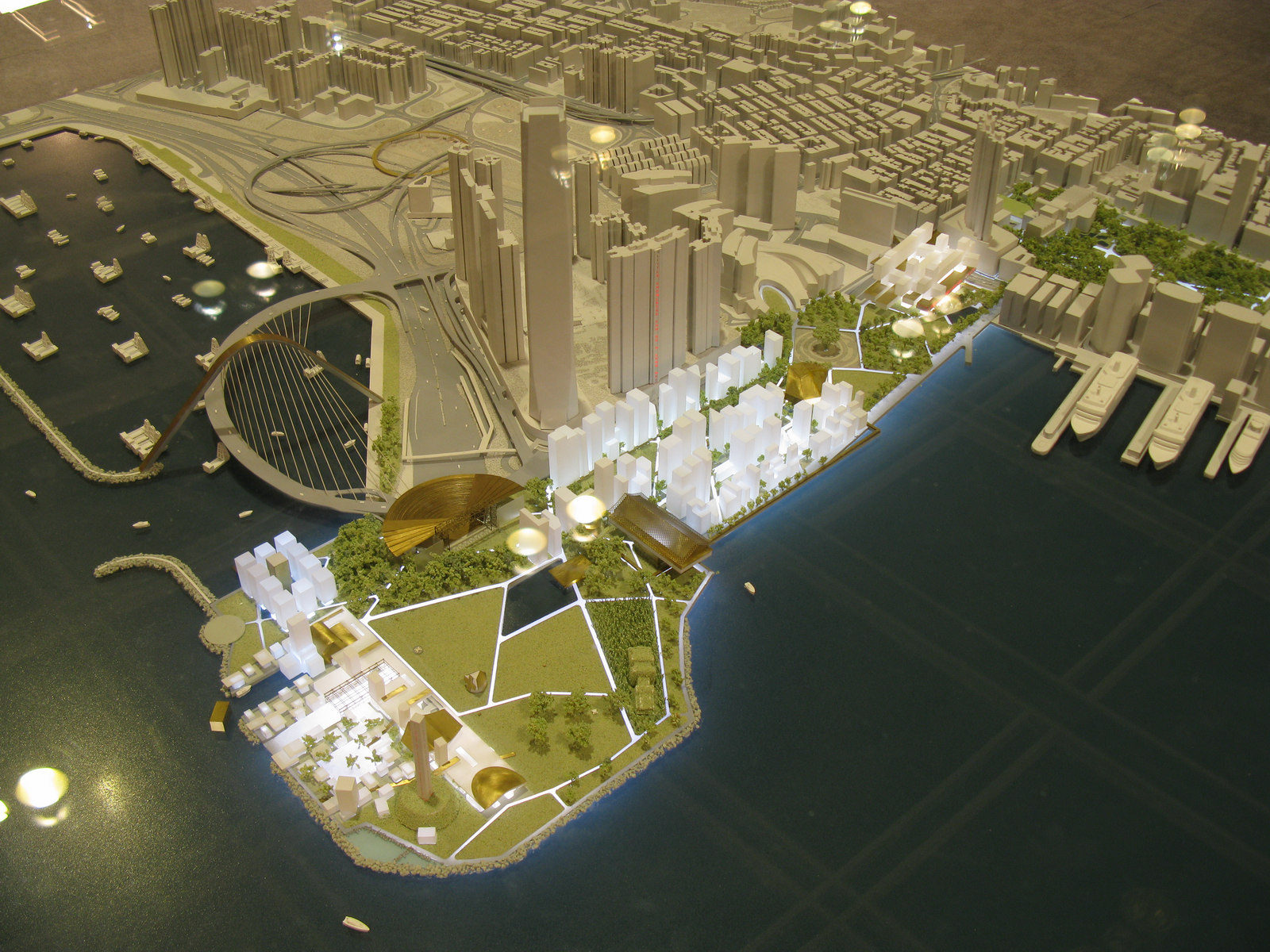
「文化新尺度」1:2000模型
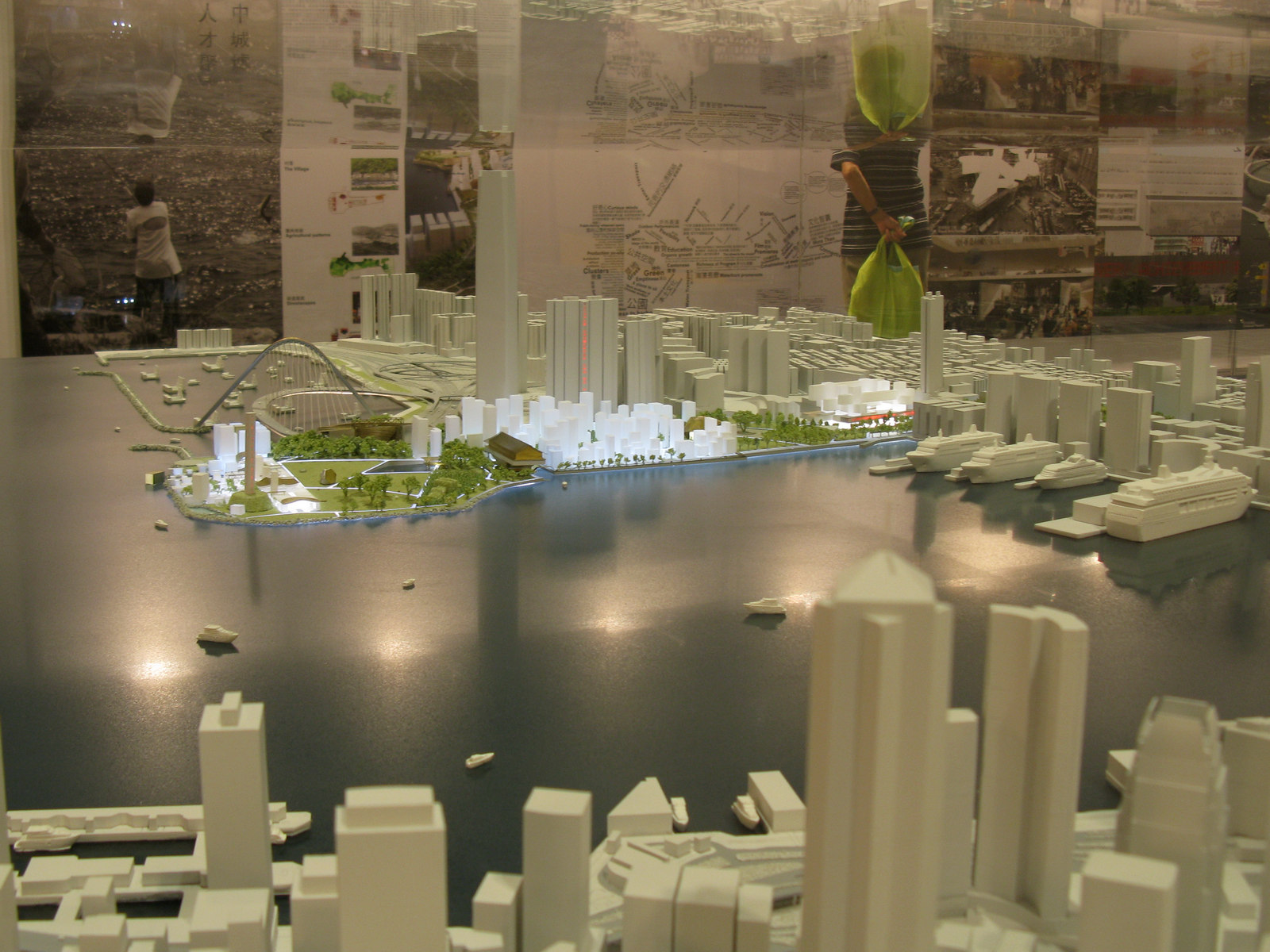
「文化新尺度」山頂景觀；1:2000模型
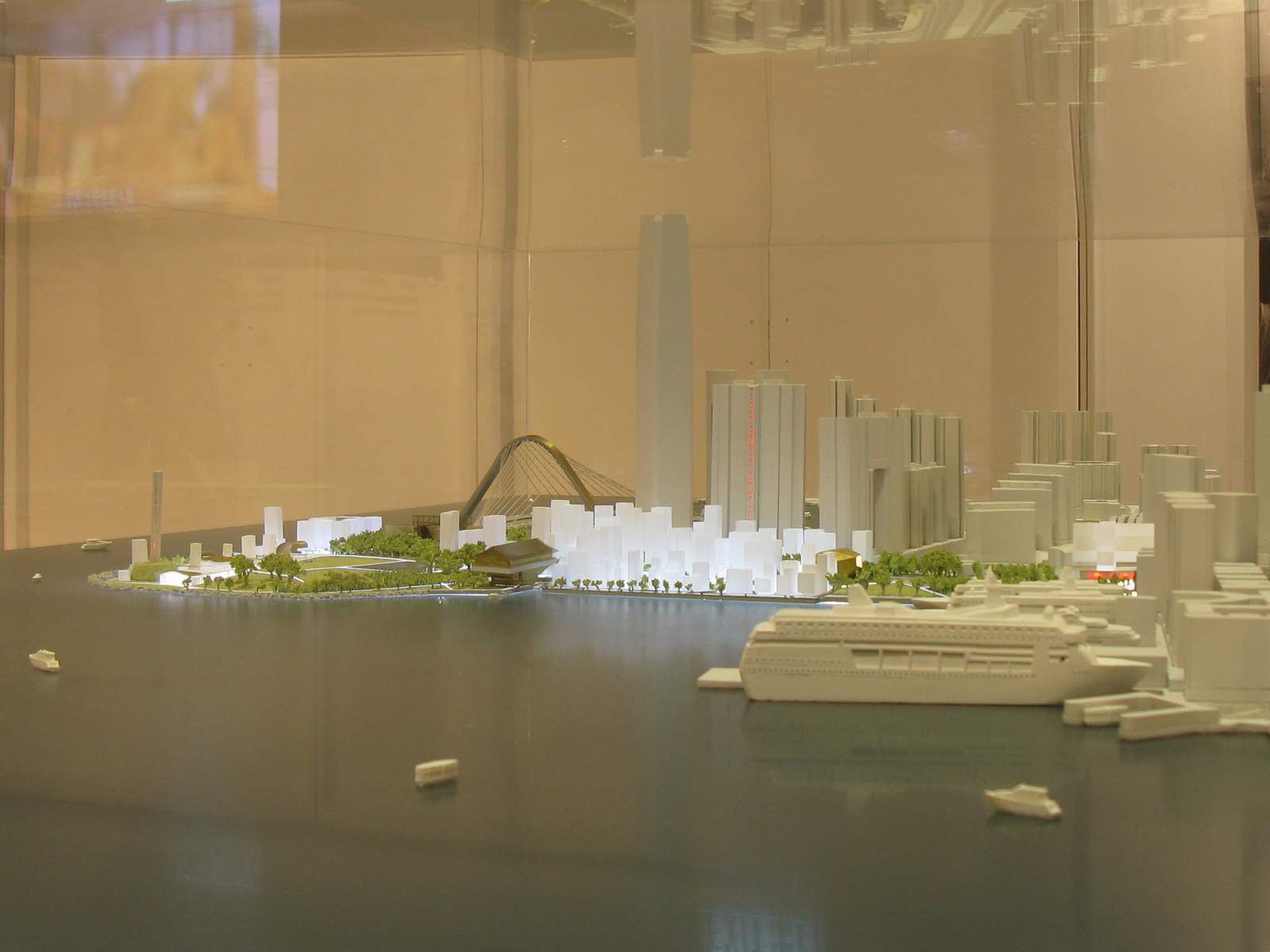
「文化新尺度」尖沙咀景觀；1:2000模型

## 評價
2010年8月，曾經出任西九文化區諮詢組成員的胡恩威表示對3個新的設計概念失望，批評政府枉花1.5億港元，3個設計看上去都一樣，都只強調海濱長廊。香港城市設計學會會長林雲峯認為，3個設計均有回應公眾在首階段諮詢的訴求，無大天幕及屏風樓，建築師設計時刻意將西九文化區與鄰近舊區有連繫呼應。但是今次諾曼·福士特的設計跟其個人風格很不同，無霸氣，反而大公園設計像紐約中央公園。立法會議員何秀蘭批評，將不同風格設計概念融合，只會令西九變成「三不像」，又質疑當局同時「買斷」3個概念方案，會過分使用公帑。西九諮詢委員會成員兼立法會議員陳淑莊表示，糅合方案是「侮辱設計團隊」，因為每個設計者都有自己的設計理念及整體性，如果懂得尊重原創，就不應該胡亂拼合。另有批評當局強調會將三個方案糅合成一個終極方案，希望這樣可以集各家精華，錘煉成一份理想藍圖。只怕糅合了三個方案後，淪為不倫不類的三不像。